# كاني خراط (بوئين)
کاني خراط (بالفارسية: کانی خراط) هي قرية تقع في إيران في قسم بوئین الريفي. يقدر عدد سكانها بـ 40 نسمة .